# Кусудама
Кусудама (яп. 薬玉, букв. «лекарственный шар») — разновидность модульного оригами. В настоящее время граница между этими понятиями стирается.

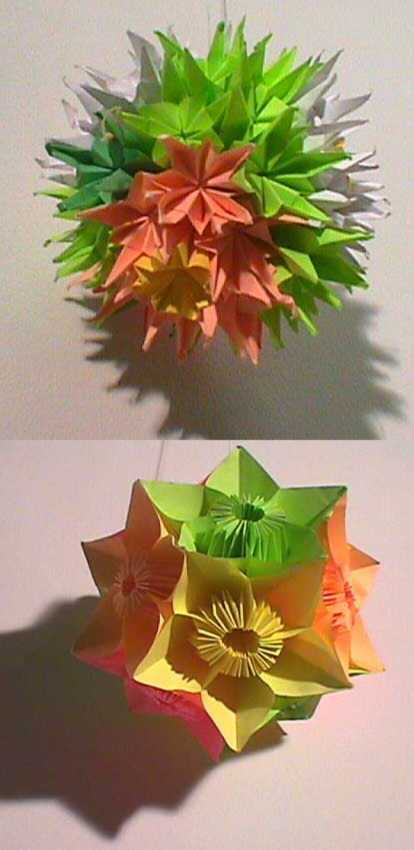
Два варианта кусудам

Традиционные японские кусудамы формируются сшиванием вместе концов множества одинаковых пирамидальных модулей (обычно это стилизованные цветы, сложенные из квадратного листа бумаги), так что получается тело шарообразной формы. Как вариант, отдельные компоненты могут быть склеены вместе (например, кусудама на нижнем фото полностью склеена, а не сшита). Иногда, как украшение, снизу прикрепляется кисточка. В древней Японии кусудамы использовались для целебных сборов и благовоний.
В современных кусудамах модули соединяются с помощью клапанов и карманов. Большинство из них собирается без клея и держится благодаря силе трения бумаги, хотя выставочные экспонаты для надежности иногда все же склеивают.

## История
Искусство кусудамы происходит от древней японской традиции, когда кусудамы использовались для благовоний и смеси сухих лепестков; возможно, изначально они представляли собой настоящие букеты цветов или трав. Само слово представляет комбинацию двух японских слов кусури (лекарство) и тама (шар). В настоящее время кусудамы обычно используют для украшения или в качестве подарков.

## Создатели кусудам
Наряду с классическими кусудамами в современном оригами ежегодно появляются десятки новых оригинальных моделей — шары, многогранники, букеты и другие. В мире модульного оригами наиболее известны такие мастера, как Томоко Фусэ, Миюки Кавамура, Мио Цугава, Макото Ямагути и Ёсихидэ Момотани из Японии, Меенакши Мукерджи и Джим Планк из США и многие другие из разных стран мира.
Значительная часть современных модульных оригами-конструкций, в том числе и кусудам, базируется на сонобэ-модуле, изобретённом в конце XX века японским оригамистом Мицунобу Сонобэ. 